# Arhynchobatidae
Arhynchobatidae es una familia de rayas perteneciente al orden Rajiformes en el superorden Batoidea de rayas. Se han descrito al menos 104 especies en 13 géneros distintos. En ocasiones, estas rayas (softnose skates en inglés) se han incluido en la familia Rajidae (hardnose skates en inglés), pero los autores más recientes las reconocen como una familia distinta.     Los miembros de Arhynchobatidae se pueden distinguir de las rayas de la familia Rajidae por tener un hocico suave y flexible, así como una tribuna más o menos reducida. 

## Géneros
Los 13 géneros reconocidos dentro de esta familia son: 
- Arhynchobatis
- Atlantoraja
- Batiraja
- Brochiraja
- Insentiraja
- Irolita
- Notoraja
- Pavoraja
- Psammobatis
- Pseudoraja
- Rhinoraja
- Rioraja
- Sintergia

## Conservación
En 2010, Greenpeace International añadió a Atlantoraja castelnaui a su lista roja de productos del mar. "La lista roja de productos del mar de Greenpeace International es una lista de pescados que se venden comúnmente en los supermercados de todo el mundo y que tienen un riesgo muy alto de provenir de pesquerías no sostenibles". 